# Don't Waste Your Time
"Don't Waste Your Time" é o terceiro single do álbum "My December" (e segundo na Europa) da cantora Kelly Clarkson. Foi lançado no mundo inteiro com exceção dos Estados Unidos, impedido por Clive Davis, da Sony BMG, após uma briga por diferenças criativas[carece de fontes?].
Possui um videoclipe que é um conto de fadas roqueiro onde Kelly Clarkson está com os mesmos trajes da capa do CD My December, estreou dia 4 de outubro de 2007, dia que caiu na internet. Mostra uma metáfora, onde Kelly está presa num castelo, mas o príncipe não está achando-a.

## Paradas Musicais
| Parada(2007)              | Melhor Posição |
| ------------------------- | -------------- |
| Bulgarian National Top 40 | 39             |
| German Singles Chart      | 93             |